# 映画専門大学院大学

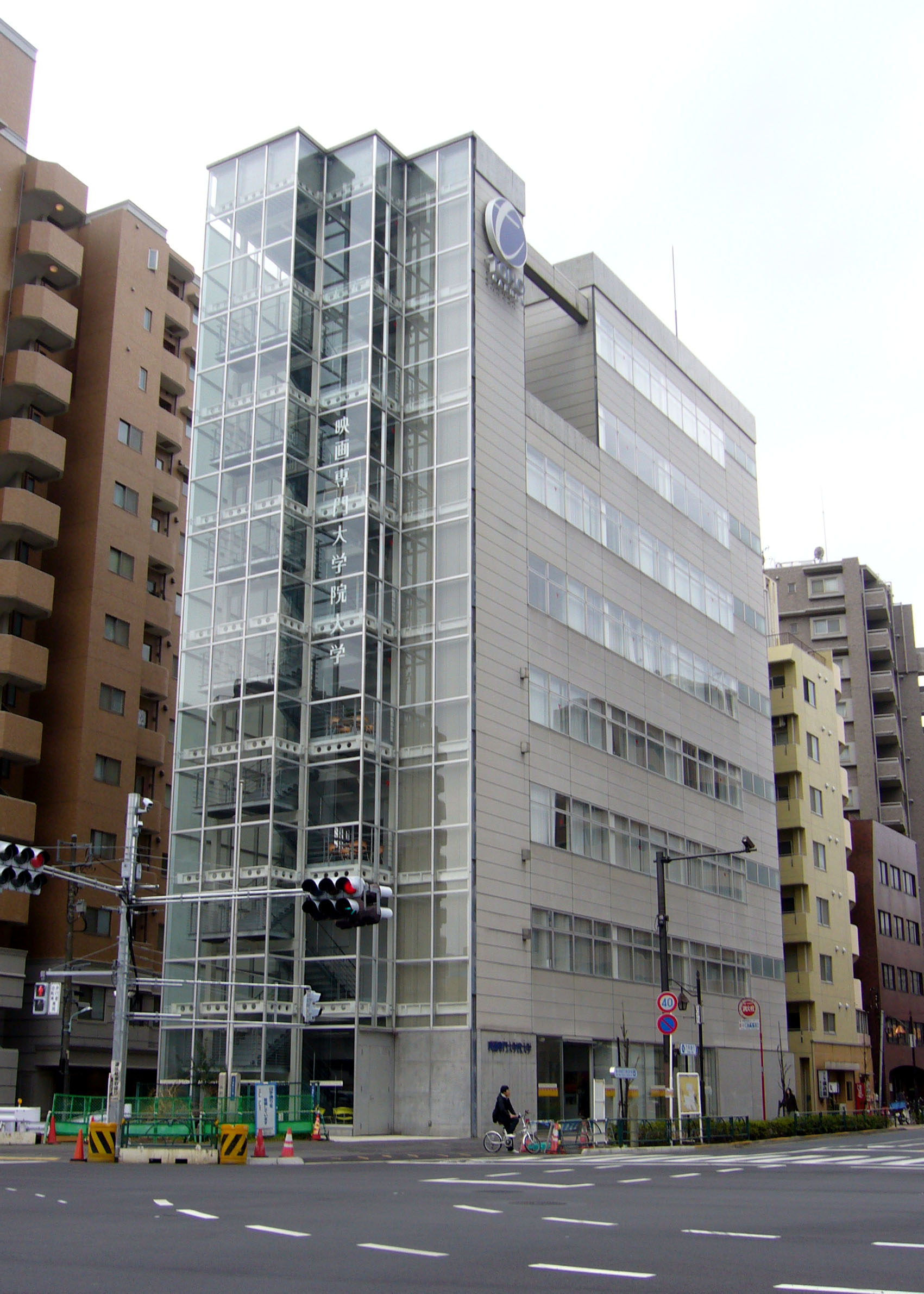
校舎

映画専門大学院大学（えいがせんもんだいがくいんだいがく、英文名：Graduate School of Film Producing）は、学校法人東放学園グループの「学校法人東放学園大学」が設置していた大学院大学であり、映画・放送・アニメ・ゲーム・Web・デジタルコンテンツなど映像ビジネスのプロデューサー育成を目的としていた。
2012年、学生募集を停止した。2013年、大学を廃止、設置学校法人を解散。
現在校舎は東放学園音響専門学校清水橋校舎として利用されている。

## 沿革
- 2006年4月 - 開校
- 2012年度 - 学生募集を停止。
- 2013年7月 - 映画専門大学院大学を閉校。学校法人東放学園大学の解散認可を受ける。

## 設置研究科
- 映画プロデュース研究科（Master of Film Producing Program）（専門職学位課程）
  - 映画プロデュース専攻（Department of Film Producing）

## 所在地
- 東京都渋谷区本町3-40-6